# ヤリマンボウ
ヤリマンボウ（学名:Masturus lanceolatus）は、世界中の温帯、熱帯の海に生息するマンボウ科の海水魚。日本でも、日本海や伊豆諸島近海などでみられる。外見上は、マンボウと似ているが、舵びれ（背びれと尻びれの一部が変形したもの）に突出部があることで区別できる。外洋に生息し、発見例は少ないため、生態には未だ謎が多い。

## 分布
ヤリマンボウは世界中の温帯・熱帯海域に生息している。 海面近くでは普通みられないが、寄生虫等のために調子の悪い個体などが稀に姿を現す。日中はほとんどの時間を水深5m-200mの海中で過ごし、 夜には100m-250mまでの深さに位置することが多い。20℃以上の水温を好むものの、外敵から逃れたり、餌を得るためにしばしばそれより水温の低い深度まで潜ることがある。また、670mまでの水深でみられることもあるため、水深1000m以上潜ることもあると推測されている。メキシコ湾の個体について行った調査では、一日に平均で10kmを泳ぐことが分かっている。

## 形態
目は、マンボウ属の魚よりも前方の頭部についている。 両顎の歯は、嘴のような板としてそれぞれ一体化している。背びれと尻びれは体の後方に位置し、背びれの基底部は尻びれのそれより長くなっている。尾びれの位置には、背びれと尻びれの一部が結合した舵びれがあり、18-20の鰭条がある。舵びれの中央の鰭条は脊椎骨に支えられており、三角形の突出を作り出している。この突出は、本種の幼魚期にみられる尾びれの名残であるとの主張もあり、議論が続けられている。
皮膚は、マンボウよりも細かい小歯状の突起で覆われている。体色は銀色で、体側面の上部は灰色がかった茶色から黒色。背びれと尻びれは濃い青灰色で、舵びれには青白い斑がみられることもある 。近縁種のトンガリヤリマンボウ（Masturus oxyuropterus）は、突出した顎などで本種と区別されるが、それらは同種の性別間による差異で、この二種は別種ではないという主張もある。

## 生態

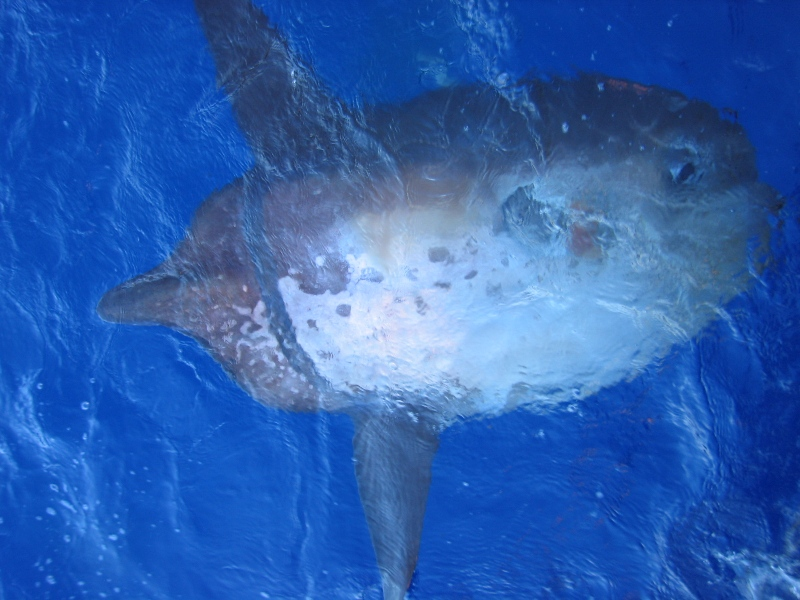
水面近くのヤリマンボウ

本種の泳ぐ方法は他のマンボウのそれと類似しており、長い背びれと尻びれをオールのように使い、水の中を進む。小さな胸びれは、体の傾きを調整するために一定のペースで動き、一方、舵びれはその名の通り舵の役割をする。
若魚はプランクトンや海綿動物、成魚はクラゲやオキアミ、小魚などを食べる。本種の体表面や、頬の内部には時たまコバンザメが付いている。1949年にはノースカロライナで、右鰓弓の内部にコバンザメが入った状態の本種が発見された。コバンザメが呼吸を阻害したために砂浜に打ち上げられたところを、地元の漁師が発見したのである。
マンボウは卵生で、魚類の中で最も多くの卵を産むと言われる。幼生の肌は粗く、とげに覆われている。このとげは成長に従い減少し消えていくが、体長70mmに達する頃まで痕跡が残る。体色は体背面が焦げ茶で、側面から覆面にかけて明るい色になる。本種の寿命は長く、オスで85年、メスで105年ほどとされている。

## 人間との関係
かつては、腸や卵巣などだけが売られ他の部分は廃棄されていたのに対して、近年台湾では本種の魚肉の需要が増加している。花蓮県では2002年からマンボウ肉の消費促進を目指した祭り「花蓮曼波季」が開催されている。4月から一ヶ月続くこの祭りは、様々なマンボウ料理を目玉として、120,000人ほどを集客する。結果として台湾東部でのマンボウの漁獲量は大幅に増加しており、本種はその90％を占めている。 2005年には、208トンが水揚げされ、一年のマンボウの漁獲高は100万USドルにまで達した。この大幅な漁獲量の増加が本種の個体数に与える影響については、現在各方面で調査中である。
一般に水族館で見られるマンボウは“Mola mola”であるが、ヤリマンボウも水族館で搬入されたことがある。